# Campeonato Asiático de Handebol Masculino de 1987
O Campeonato Asiático de Handebol Masculino de 1987 (1987 البطولة الآسيوية لكرة اليد للرجال (em árabe)) foi a quarta edição do principal campeonato de andebol (português europeu) ou handebol (português brasileiro) masculino do continente asiático. A Jordânia foi o país sede e os jogos ocorreram na cidade de Amã.
A Coreia do Sul foi campeã pela segunda vez, com o Japão segundo e o Kuwait terceiro.